# 伊利诺伊州州旗
伊利诺伊州州旗为白底上的伊利诺伊州州徽，下方书有伊利诺伊州的州名（英語：Illinois）。
伊利诺伊州的州旗带有伊利诺伊州州徽的图案，这一州徽创制于1819年，其图案模仿美国国徽。鹰嘴下方为州格言“州之主权，国家联盟”。州徽上的年份1818和1868代表伊利诺伊建州时间和该州徽被 Sharon Tyndale 重新设计的时间。由于伊利诺伊州在美国内战中处于北方一方，故设计者将格言中“主权”一词上下颠倒以象征服从联邦政府。

## 历史
- 1915 - 1969